# Belén López (actrice)
Belén López (Sevilla, 28 maart 1970) is een Spaans actrice.
López speelt zowel in televisieseries als in films. Ze kreeg een acteeropleiding aan de Centro Andaluz de Teotro.